# Johann Franz von Bellegarde
Graf Johann Franz von Bellegarde (* 1707; † 7. Februar 1769 in Dresden) war sächsischer geheimer Kriegs- und Kabinettsminister, General der Infanterie sowie Ritter des russischen St. Andreas-Ordens.

## Herkunft
Seine Eltern waren Jean-Francois (III.) von Bellegarde und dessen Ehefrau Catherine-Francoise, geborene de Regard. Der Generalleutnant Claudius Maria von Bellegarde (1700–1755) war sein Bruder.

## Leben
Beide Brüder kam unter dem polnisch-sächsischen König August II. nach Sachsen. Johann Franz kam als Leutnant in die Schweizer-Garde, 1739 erhielt er den Charakter eines Oberstleutnant. Er stieg zum General-Adjutanten auf und wurde im November 1741 Kammerherr ernannt. Er gab seine Stelle als Kapitän-Lieutenant bei der Garde auf und erhielt dafür ein neuerrichtetes Infanterieregiment. Während des Zweiten Schlesischen Krieges kämpfte er 1744 in Böhmen und Mähren und 1745 in Schlesien und Sachsen. In dieser Zeit erhielt er den Charakter eines Generalmajors. Nach der Schlacht bei Kesselsdorf am 15. Dezember geriet er in Dresden in preußische Gefangenschaft, kam aber nach dem Frieden von Dresden am 25. Dezember 1745 wieder frei.
Er wurde 1741 von Maria Theresia in den Reichsgrafenstand erhoben, dazu erhielt er das Inkolat in Böhmen, Mähren und Schlesien.
Bereits im Jahr 1746 wurde er zum Oberhofmeister der Prinzen Xaver und Carl ernannt. Er begleitete sie in Sachsen und auf mehreren Reisen.
Im Januar 1748 wurden das Regiment von Bellegarde sowie drei weitere aufgelöst. Aus den vier Grenadier-Kompanien wurde ein Grenadier-Bataillon von 700 Mann gebildet, dessen Kommandeur Bellegarde wurde. Im Jahr 1752 wurde er zum Generalleutnant befördert und im Jahr 1754 sächsischer Geheimer Rat. Während des Siebenjährigen Krieges begleitete er 1758 den Prinzen Carl nach St. Petersburg, obwohl er den Charakter als Oberhofmeister abgelegt hatte. Dort erhielt er den russischen St. Andreas-Orden. 1761 begleitete er den Prinz Clemens über Spa nach Versailles und kehrte 1762 über München nach Dresden zurück. Nach dem Frieden von Hubertusburg wurde er 1763 Kommandant von Neustadt bei Dresden. Im Juni 1768 wurde er zum General der Infanterie befördert und im September zum Kriegsminister. Noch am 27. Januar 1769 nahm er an der Hochzeit des Kurfürsten Friedrich August I. teil, erkrankte kurze Zeit später und starb am 7. Februar 1769.
Er wurde auf dem römisch-katholischen Friedhof in Friedrichstadt beigesetzt.

## Familie
Bellegarde heiratete Maria Antonia von Hartig († 1765), Tochter des Adam Ludwig von Hartig (1710–1738) und der Maria Theresia Kager von Globen (1716–1759). Das Paar hatte mehrere Kinder:
- Friedrich Anton Gabriel (1752–1830), Herr auf Klingenstein, Feldmarschall-Lieutenant ⚭ Adelheid von Bellegarde († 1830)
- Heinrich (1756–1845), Feldmarschall-Lieutenant ⚭ 1791 Auguste von Berlichingen (1765–1831)